# 塔兹韦尔 (弗吉尼亚州)
塔兹韦尔（Tazewell）是美国弗吉尼亚州塔兹韦尔县的一个镇。在美国2000年人口普查时，全镇人口为4206。该镇也是塔兹韦尔县的县治.
克林奇河的发源地位于塔兹韦尔附近。

## 地理
塔兹韦尔位于37°07′37″N 81°31′10″W / 37.126938°N 81.519455°W (37.126938, -81.519455)。
根据美国人口调查局的数据，全镇总面积为4.0 平方英里(10.5 km2)，全部都是陆地。

## 人口统计
截至2000年的人口普查，全镇共有4206居民，1650户和1098个家庭。人口密度是1040.1每平方公里(402.0/mi²)。 该镇1804个住房单位的平均密度为446.1个每平方公里(172.4/mi²)。全镇人口88.78%是白种人，9.32%是非洲裔美国人，0.17%是美国土著，0.52是亚裔，0.36%来自其他种族，还有0.86%是混血。西班牙裔和拉丁美洲裔分别占总人口的0.62%。

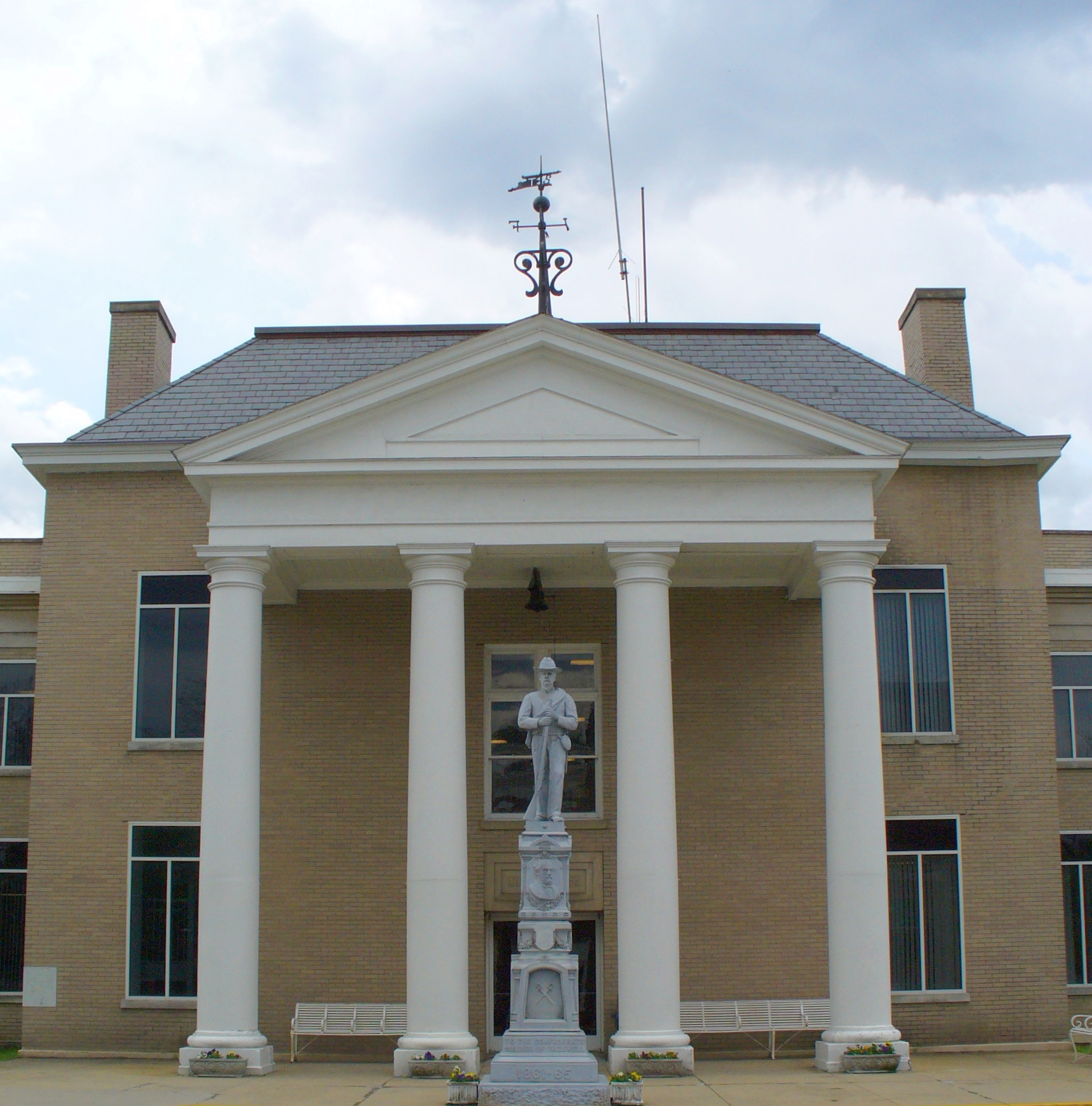
位于塔兹韦尔的塔兹韦尔县法院

全镇1650户的26.1%有18岁以下的孩子和他们居住，51.7%户是已经结婚的，11.8%户已婚丧夫的家庭，还有33.4%户是非家庭。1650户的31.2%由个人组成，15.6%户居住着65岁及以上的独居老人。平均每户有2.25人，每个家庭2.81人。
全镇18岁以下的少年儿童及青少年占总人口的18.6%，8.1%的人口居于18岁到24岁之间，26.3%的人口居于25岁到44岁之间，25.3%的人口居于45岁到64岁之间，还有21.7%的人口是65岁以上的老年人。人口年龄的中位数是43岁，平均每100个女性对应92.1男性。18岁以上的每100个女性对应83.7个男性。